# Gumnowice
Gumnowice – wieś w Polsce położona w województwie kujawsko-pomorskim, w powiecie nakielskim, w gminie Nakło nad Notecią.
W latach 1975–1998 miejscowość administracyjnie należała do województwa bydgoskiego.
Według Narodowego Spisu Powszechnego (III 2011 r.) liczyła 90 mieszkańców. Jest najmniejszą miejscowością gminy Nakło nad Notecią.
W miejscowości był przystanek kolei wąskotorowej Gumnowice.